# Grandevent
Grandevent é uma comuna da Suíça, situada no distrito de Jura-Nord Vaudois, no cantão de Vaud. Tem 3,46 km² de área e sua população em 2018 foi estimada em 238 habitantes.